# Manuel Guimarães
Manuel Fernandes Pinheiro Guimarães, né à Albergaria-a-Velha le 19 août 1915 et mort à Lisbonne le 29 janvier 1975, est un cinéaste portugais.

## Filmographie
- O Desterrado (1949),
- Saltimbancos (1951),
- Nazaré (1952),
- Vidas Sem Rumo (1956),
- As Corridas Internacionais do Porto (1956),
- O Porto é Campeão (1956),
- XXX Volta a Portugal em Bicicleta (1957)[1],
- A Costureirinha da Sé (1958),
- Barcelos (1961),
- Porto, Capital do Trabalho (1961),
- Bi-seculares (1961),
- Crime de Aldeia Velha (1964),
- O Trigo e o Joio (1965),
- Artes Gráficas (1967),
- O Ensino das Belas-Artes (1967),
- Porto, Escola de Artistas (1967),
- Tapetes de Viana do Castelo (1967),
- Tráfego e Estiva (1968),
- António Duarte (1969),
- Fernando Namora (1969),
- Resende (1969),
- Viagem do TER / Expressos Lisboa-Madrid (1969),
- Areia, Mar - Mar, Areia (1970),
- Cântico Final.